# NGC 1236
NGC 1236 ist eine elliptische Galaxie vom Hubble-Typ E im Sternbild Widder auf der Ekliptik. Sie ist schätzungsweise 341 Millionen Lichtjahre von der Milchstraße entfernt und hat einen Durchmesser von etwa 90.000 Lichtjahren.
Das Objekt wurde am 5. Oktober 1864 von dem Astronomen Albert Marth entdeckt.